# Анненков, Николай Александрович
Никола́й Алекса́ндрович А́нненков (настоящая фамилия Ко́кин; 8 [20] сентября 1899, Инжавино или Калугино, Кирсановский уезд, Тамбовская губерния, Российская империя — 30 сентября 1999, Москва, Россия) — советский, российский актёр театра и кино, педагог. Герой Социалистического Труда (1990). Народный артист СССР (1960). Лауреат трёх Сталинских премий (1947, 1948, 1949).
Наряду с В. М. Зельдиным был одним из двух российских профессиональных театральных актёров, которые, оставаясь в профессии, отметили 100-летний юбилей.

## Биография
Родился 8 (20) сентября 1899 года в купеческой семье Александра Ивановича (1876—1933, Майкоп) и Анны Николаевны (в девичестве — Казякина; 1881—?) Кокиных в селе Инжавино Кирсановского уезда Тамбовской губернии (ныне — Инжавинский район, Тамбовская область). По другим сведениям он родился 23 сентября в селе Калугино. Из-за пересчёта даты на григорианский календарный стиль в XX веке его день рождения приходился на 21 сентября.
Живя с родителями в Инжавино, получил начальное обучение у местной учительницы. С 1909 года учился в реальном училище в Тамбове, которое окончил в 1916 году и поступил в Московский институт инженеров путей сообщения.
На сцену впервые вышел в 1917 году, когда в любительском спектакле в народном доме в Инжавино сыграл очень маленькую роль старика, на короткое время трижды выходившего на сцену. В 1918 году — помощник делопроизводителя Тамбовского эвакопункта, в 1919 году — агент Кирсановского уездного продовольственного комитета. В декабре 1919 года поступил добровольцем в Красную армию, участвовал в спектаклях кавалерийского полка, где выполнял обязанности культработника. В 1921 году был отправлен в Москву для продолжения учёбы в институте, но возвращён на военную службу, в полк, стоявший в Замоскворечье.
В 1922 году был демобилизован и, по совету Е. Гоголевой, поступил в Высшие театральные мастерские при Малом театре (ныне — Высшее театральное училище имени М. С. Щепкина) в Москве. В 1924 году окончил Высшие театральные мастерские и стал артистом Малого театра, хотя официально его зачислили в основной состав труппы только в сентябре 1925 года. В первые годы сценической карьеры в Малом театре, на афишах и программах спектаклей с его участием указывалась настоящая фамилия, но затем он взял по совету коллег (Южин и Остужев) псевдоним Анненков — от имени Анна (так звали его мать и сестру), хотя ранее, участвуя в любительских спектаклях в Москве, уже использовал другой псевдоним — Хатунский — по названию Хатун, посёлка под Подольском, к которому был приписан Н. А. Кокин по воинской обязанности.
Проявлял лаконизм, завершённость сценических характеристик, глубину интерпретаций создаваемых образов в каждой своей роли.
В октябре 1941 года вместе с театром эвакуировался в Челябинск. Во время войны руководил фронтовой концертной бригадой Малого театра (с 1943).
В 1946 году был приглашён заведующим кафедрой «Мастерство актёра» Высшего театрального училища имени М. С. Щепкина Константином Александровичем Зубовым преподавать на своём курсе. На этом курсе Анненков поставил два дипломных спектакля — «Чашу радости» Н. Винникова и «Макара Дубраву» А. Корнейчука. В 1954 году Анненкову предложили стать художественным руководителем курса, а в 1957 году он возглавил кафедру «Мастерство актёра» и руководил ею по 1988 год, с 1961 — профессор; с 1988 по 1999 (с перерывом) был художественным руководителем училища. В числе его учеников: Олег Даль, Виталий Соломин, Виктор Павлов, М. Кононов, Я. Барышев.
Работал на радио.
Написал и опубликовал много статей на творческие темы: «Щепкин и Станиславский», «Традиции Малого театра», «Значение партнёра в спектакле» и многие другие.
Несколько лет избирался в члены правления «Ассоциации Дружбы народов» при Доме Дружбы с зарубежными странами. Член ряда художественно-режиссёрских коллегий, руководящих творческой деятельностью Малого театра. Постоянный член Художественного совета театра, а также учёного совета Училища имени М. Щепкина.
Член ВКП(б) с 1942 года.
Ещё в сезоне 1998—1999 годов регулярно выходил на сцену Малого театра, прежде всего в роли старого слуги Фирса в чеховском «Вишнёвом саде».
Своё столетие актёр отметил на сцене. Он сыграл отрывок из «Царя Бориса» А. К. Толстого, в котором исполнял роль Луп-Клешнина. На второй день актёру стало плохо, а ещё через несколько дней, 30 сентября 1999 года, он скончался. Похоронен в Москве на Введенском кладбище (участок № 17).

### Семья
Жена — Татьяна Митрофановна Якушенко-Анненкова (1915—1997), актриса, педагог Театрального училища имени М. С. Щепкина.

## Звания и награды
- Герой Социалистического Труда (1990) — за выдающиеся заслуги в развитии советского театрального искусства, плодотворную педагогическую и общественную деятельность[12]
- Орден «За заслуги перед Отечеством» II степени (1999) — за выдающийся вклад в развитие театрального искусства и в связи со 100-летием со дня рождения[13]
- Орден «За заслуги перед Отечеством» III степени (1996) — за выдающиеся заслуги в развитии театрального искусства и большую педагогическую работу[14]
- Орден Дружбы народов (28 октября 1994) — за заслуги в развитии театрального искусства[15]
- Четыре ордена Ленина (1949, 1979, 1986, 1990)
- Орден Октябрьской Революции (1974)
- Орден Трудового Красного Знамени (1970)
- Орден «Знак Почёта» (23 сентября 1937) — за выдающиеся заслуги в деле развития русского театрального искусства
- Медали, в том числе:
  - Медаль «За оборону Москвы» (1944)
  - Медаль «В ознаменование 100-летия со дня рождения Владимира Ильича Ленина» (1970)
  - Медаль «За боевые заслуги» (1967)
  - Медаль «За победу над Германией в Великой Отечественной войне 1941—1945 гг.» (1965)
  - Медаль «За доблестный труд в Великой Отечественной войне 1941—1945 гг.» (1946)
  - Медаль «Ветеран труда» (1984)
  - Медаль «В память 800-летия Москвы» (1947)
  - Медаль «Двадцать лет Победы в Великой Отечественной войне 1941—1945 гг.» (1965)
  - Медаль «Тридцать лет Победы в Великой Отечественной войне 1941—1945 гг.» (1976)
  - Медаль «Сорок лет Победы в Великой Отечественной войне 1941—1945 гг.» (1986)
  - Медаль «50 лет Вооружённых Сил СССР» (1967)
  - Медаль «60 лет Вооружённых Сил СССР» (1978)
  - Медаль «70 лет Вооружённых Сил СССР» (1988)

Почётные звания
- Заслуженный артист РСФСР (1937)
- Народный артист РСФСР (1949)
- Народный артист СССР (1960)
- Академик Международной академии театра (1999)[16].

Премии
- Сталинская премия II степени (1947) — за исполнение роли капитан-лейтенанта Максимова в спектакле «За тех, кто в море!» Б. А. Лавренёва
- Сталинская премия I степени (1948) — за спектакль «Великая сила» в Государственном академическом Малом театре[17]
- Сталинская премия I степени (1949) — за кинокартину «Суд чести»[18][19]
- Премия Мэрии Москвы в области литературы и искусства (в области просветительской деятельности) (1999) — за уникальный вклад в развитие культуры Москвы[20]
- Премия «Хрустальная Турандот» (1999 — «за долголетие и доблестное служение театру», посмертно).

## Творчество

### Роли в театре
- 1922 — «Снегурочка» А. Н. Островского — эпизод
- 1923 — «Железная стена» Б. К. Рында-Алексеева — Офицер
- 1923 — «Воевода» («Сон на Волге») А. Н. Островского — эпизод
- 1923 — «Ревизор» Н. В. Гоголя — Держиморда
- 1924 — «Юлий Цезарь» У. Шекспира — Шестой гражданин
- 1924 — «Мария Стюарт» Ф. Шиллера — Гвардейский офицер
- 1924 — «Медвежья свадьба» А. В. Луначарского — Крестьянин
- 1924 — «Не так живи, как хочется» А. Н. Островского — Вася
- 1925 — «Ревизор» Н. В. Гоголя — Пуговицын
- 1925 — «Волки и овцы» А. Н. Островского — Второй крестьянин
- 1925, 1928 — «Бедность не порок» А. Н. Островского — Митя
- 1925 — «Аракчеевщина» И. С. Платона — Некшинский
- 1925 — «Загмук» А. Г. Глебова — Ирумсин
- 1925 — «Юлий Цезарь» У. Шекспира — Вестник
- 1925 — «Уриэль Акоста» К. Гуцкова — Ноэль
- 1925 — «Женитьба Белугина» А. Н. Островского и Н. Я. Соловьёва — Сыромятов
- 1926 — «Доходное место» А. Н. Островского — Василий Николаевич Жадов[4]
- 1926 — «Лево руля!» В. Н. Билль-Белоцерковского — Генри
- 1926 — «Семь жён Ивана Грозного» Д. П. Смолина — Иоанн Иоаннович
- 1926 — «Любовь Яровая» К. А. Тренёва — Офицер
- 1926 — «Железная стена» Б. К. Рында-Алексеева — Швилёв
- 1926 — «Свадьба Кречинского» А. В. Сухово-Кобылина — Нелькин
- 1926 — «Заговор Фиеско» Ф. Шиллера — Немой телохранитель
- 1927 — «Бархат и лохмотья» А. В. Луначарского и Э. Штуккена — Юриан
- 1927 — «Амур в лапоточках» П. С. Сухотина — Степан
- 1928 — «Любовь Яровая» К. А. Тренёва — Швандя
- 1928 — «1917 год» Н.Н. Суханова и И.С. Платона — Третий член Реввоенкома, Поручик Абрам Иванович
- 1929 — «Огненный мост» Б. С. Ромашова — Федотов
- 1929 — «Аракчеевщина» И. С. Платона — Иван Малыш
- 1929 — «Альбина Мегурская» Н. Н. Шаповаленко — Таза
- 1929 — «Сигнал» С. И. Поливанова и Л. М. Прозоровского — Шнырь
- 1930 — «Горе от ума» А. С. Грибоедова — Алексей Степанович Молчалин
- 1930 — «Лес» А. Н. Островского — Буланов
- 1930 — «Смена героев» Б. С. Ромашова — Барсуков
- 1930 — «Вьюга» М. В. Шнмкевича — Воронов
- 1930 — «Ледолом» В. М. Чуркина — Семён
- 1931 — «Без вины виноватые» А. Н. Островского — Петя Миловзоров
- 1931 — «Бедность не порок» А. Н. Островского — Гуслин
- 1932 — «Плоды просвещения» Л. Н. Толстого — Семён
- 1932 — «В дальней фактории» Н. Н. Шаповаленко — Семёнов
- 1932 — «Разгром» по А. А. Фадееву — Морозко
- 1932 — «Ясный лог» К. А. Тренёва — Егор
- 1933 — «Скутаревский» по Л. М. Леонову — Черимов
- 1934 — «Стакан воды» Э. Скриба — Мешем
- 1934 — «В чужом пиру похмелье». Композиция М. С. Нарокова по А. Н Островскому — Андрей Титыч
- 1934 — «Соло на флейте» И. К. Микитенко — Донченко
- 1935 — «Огненный мост» Б. С. Ромашова — Геннадий
- 1937 — «Борис Годунов» А. С. Пушкина — Самозванец
- 1938 — «Дружба» В. М. Гусева — Нерадов
- 1938 — «Враги» М. Горького — Синцов
- 1939 — «Богдан Хмельницкий» А. Е. Корнейчука — Богун
- 1939 — «Волк» Л. М. Леонова — Остаев
- 1939 — «Слава» В. М. Гусева — Мотыльков
- 1941 — «В степях Украины» А. Е. Корнейчука — Алексей
- 1941 — «Варвары» М. Горького — Черкун
- 1942 — «Фронт» А. Е. Корнейчука — Огнев
- 1942 — «Без вины виноватые» А. Н. Островского — Незнамов
- 1942 — «Осада мельницы» Э. Золя — Доминик Паркер
- 1942 — «Девушка-гусар» Ф. А. Кони — Роланд
- 1945 — «Иван Грозный» А. Н. Толстого — Михаил Темрюкович и Курбский
- 1945 — «Женитьба Белугина» А. Н. Островского и Н. Я. Соловьёва — Андрей Белугин
- 1946 — «Мещане» М. Горького — Нил
- 1947 — «Великая сила» Б. С. Ромашова — Лавров
- 1947 — «За тех, кто в море!» Б. А. Лавренёва — Борис Иванович Максимов[4]
- 1948 — «Доходное место» А. Н. Островского — Белогубов
- 1948 — «Южный узел» А. А. Первенцева — Баталов
- 1949 — «Рюи Блаз» В. Гюго — Рюи Блаз
- 1949 — «Незабываемый 1919-й» Вс. В. Вишневского — Воронов
- 1950 — «Голос Америки» Б. А. Лавренёва — Вальтер Кидд
- 1950 — «Калиновая роща» А. Е. Корнейчука — Ветровой
- 1951 — «Семья Лутониных» братьев Тур и И. А. Пырьева — Андрей
- 1952 — «Живой труп» Л. Н. Толстого — Федя Протасов
- 1953 — «Порт-Артур» И. Ф. Попова и А. Н. Степанова — адмирал Макаров
- 1953 — «Северные зори» Н. Н. Никитина — Тихон Нестеров
- 1954 — «Иван Грозный» А. Н. Толстого — Иван Грозный
- 1956 — «Деньги» А. В. Софронова — Василий Шарабай
- 1957 — «Ночной переполох» М.-Ж. Соважона — Легран
- 1958 — «Вечный источник» по Д. И. Зорину — Плакун
- 1959 — «Свои люди — сочтёмся» А. Н. Островского — Лазарь Елизарыч Подхалюзин
- 1959 — «Завещание» С. А. Ермолинского — Колыванов
- 1960 — «Взрыв» И. М. Дворецкого — Щеглюк
- 1960 — «Осенние зори» В. И. Блинова — Столбов
- 1961 — «Любовь Яровая» К. А. Тренёва — Кошкин
- 1962 — «Честность» А. В. Софронова — Дрозд
- 1963 — «Нас где-то ждут…» А. Н. Арбузова — Юлий Константинович
- 1963 — «Палата» С. И. Алёшина — Новиков
- 1964 — «Дачники» М. Горького — Басов
- 1965 — «Страница дневника» А. Е. Корнейчука — Богутсницкий
- 1967 — «Джон Рид» Е. Р. Симонова — Билл Хейвуд
- 1968 — «Мои друзья» А. Е. Корнейчука — Моргун
- 1969 — «Отцы и дети» И. С. Тургенева — Николай Петрович
- 1969 — «Господин Боркман» Г. Ибсена — Боркман
- 1970 — «Признание» С. А. Дангулова — Рудкевич, каноник, папский прелат
- 1971 — «Достигаев и другие» М. Горького — отец Павлин
- 1972 — «Ревизор» Н. В. Гоголя — Городничий
- 1974 — «Перед заходом солнца» Г. Гауптмана — Маттиас Клаузен
- 1975 — «Русские люди» К. М. Симонова. Режиссёр: Б. И. Равенских — Александр Васильевич Васин[21]
- 1976 — «Униженные и оскорблённые» по Ф. М. Достоевскому — Ихменёв
- 1977 — «Маленькая эта земля» Г. Джагарова — Димов
- 1979 — «Король Лир» У. Шекспира — граф Глостер
- 1982 — «Вишнёвый сад» А. П. Чехова — Леонид Андреевич Гаев
- 1984 — «На всякого мудреца довольно простоты» А. Н. Островского — Нил Федосеич Мамаев
- 1987 — «Горе от ума» А. С. Грибоедова — Фамусов
- 1987 — «Холопы» П. П. Гнедича — Веденей
- 1988 — «Леший» А. П. Чехова — Орловский
- 1991 — «Убийство Гонзаго» Н. Йорданова — Бенволио
- 1991 — «Вишнёвый сад» А. П. Чехова — Фирс
- 1992 — «Царь Иудейский» К. К. Романова — Иосиф Аримафейский
- 1993 — «Царь Борис» А. К. Толстого — Луп-Клешнин

### Роли в кино
- 1928 — Право на жизнь
- 1935 — Восстание камней — Ковров
- 1938 — Одиннадцатое июля — Степан Павлюков
- 1938 — Честь — Семён
- 1940 — Гибель «Орла» — капитан Чистяков
- 1940 — Тимур и его команда — полковник Александров
- 1942 — Клятва Тимура — полковник Александров
- 1947 — Мальчик с окраины — профессор Александр Иванович Семёнов
- 1948 — Суд чести — профессор Алексей Алексеевич Добротворский[4]
- 1953 — Варвары. Сцены в уездном городе — Егор Петрович Черкун
- 1955 — Первый эшелон — Каштанов
- 1961 — В начале века — Плеханов
- 1964 — Порт-Артур (фильм-спектакль) — адмирал Макаров
- 1966 — Дачники — Сергей Васильевич Басов
- 1968 — Карантин — Нестор Викентьевич Верхоградский
- 1973 — Опознание — адвокат Гросс
- 1974 — Дом Островского (фильм-спектакль) — Подхалюзин
- 1974 — Отцы и дети (фильм-спектакль) — Николай Петрович Кирсанов
- 1975 — Достигаев и другие (фильм-спектакль) — отец Павлин
- 1976 — Признание (фильм-спектакль) — Рудкевич
- 1976 — Униженные и оскорблённые (фильм-спектакль) — Ихменёв Николай Сергеевич
- 1976 — Фиалка (фильм-спектакль) — Новосёлов
- 1979 — Поэма о крыльях — Николай Егорович Жуковский
- 1979 — Русские люди (фильм-спектакль) — майор Васин
- 1982 — Король Лир (фильм-спектакль) — граф Глостер
- 1983 — Вишнёвый сад (фильм-спектакль) — Леонид Андреевич Гаев
- 1985 — На всякого мудреца довольно простоты (фильм-спектакль) — Мамаев
- 1987 — Загадочный наследник — Яков Степанович Бурцев
- 1988 — Холопы (фильм-спектакль) — Веденей
- 1990 — Духов день — государственный человек
- 1994 — Царь Борис (фильм-спектакль) — Луп-Клешнин
- 1997 — Чтобы помнили (документальный) (Фильм 32 «Сергей Столяров»)
- 1998 — Ангел с окурком (музыкальный телефильм)